# ریچارد گانس
 ریچارد گانس (انگلیسی: Richard Gans؛ زاده ۷ مارس ۱۸۸۰ درگذشته ۲۷ ژوئن ۱۹۵۴) یک فیزیک‌دان اهل آلمان بود.